# Ривера-и-Монкада, Фернандо Хавьер
Ферна́ндо Хавье́р Риве́ра-и-Монка́да (исп. Fernando Javier Rivera y Moncada; ок. 1725 года, Компостела, Новая Испания — 17 июля 1781 года, Калифорния) — испанский капитан, возглавивший в 1769 году экспедицию в Верхнюю Калифорнию. Участник основания Сан-Диего в 1769 году. В 1774—1777 годах был военным губернатором Калифорний.

## Биография

### Ранние годы
Фернандо Ривера родился примерно в 1725 году в Компостеле и был девятым из одиннадцати ребёнком в семье Дона Кристобаля де Ривера-и-Мендоза, местного чиновника (сначала нотариуса, после главы муниципалитета), рождённым от второй жены. Когда Фернану было 9, его отец умер, а его состояние было разделено между всеми детьми, что резко испортило финансовое положение Фернандо, что, скорее всего и определило его поступление на военную службу.

### Служба
В начале 1742 года Ривера поступил на военную службу и шесть лет прослужил под командованием лейтенанта Педро де ла Рива в военном городке Лорето. После он служил конвойным в городе Тодос-Сантос. В марте 1751 года при содействии иезуитов Ривера личным распоряжением Вице-короля Новой Испании Конде де Ревильяхихедо был назначен капитаном Лорето, а в марте 1753 года Фердинанд VI подтвердил его полномочия.
В 1751 и 1753 годах Ривера был активным участником экспедиций Кончака, в 1765 году участвовал в экспедиции Линка в Сан-Фелипе, а основанные последним миссии на севере Новой Испании появились во многом благодаря содействию Риверы.
При изгнании иезуитов в 1767 году Ривера организовывал отправку членов ордена в Европу и занимался передачей миссий ордену францисканцев.
В ходе первой экспедиции Гаспара Портолы в 1769 году, Ривера фактически был вторым человеком после самого Портолы. Его отряд занимался разведкой дорог и поиском необходимых для экспедиции припасов. По окончании экспедиции, пока его люди лечились в основанном экспедицией форте Сан-Диего от язв и цинги, он предпринял поход в залив Монтерей и основал там порт.
В 1770 году Дон Фернандо направил из Нижней Калифорнии письмо вице-королю с прошением об отставке (получил отставку в 1772 году) по причине ухудшившегося в ходе экспедиций здоровья и приобрёл небольшую ферму в Гвадалахаре, где планировал дожить остаток жизни с семьёй.

### Губернаторский пост
В 1773 году по предложению Хуниперо Серра Ривера был назначен губернатором Калифорнии вместо Педро Фагеса. По пути он рекрутировал около пятидесяти поселенцев в новые земли, а последние 1200 миль проехал верхом. Вступил в должность 23 марта 1774 года.
Губернаторство Риверы было отмечено множеством проблем: не хватало солдат, боевой дух имевшихся оставлял желать лучшего, регулярно происходили восстания индейцев, полномочия государственных служащих были плохо определены, выплаты совершались с опозданием, транспорта не хватало, многие миссионеры открыто не подчинялись губернатору. Это резко затормозило рост испанских колоний в Калифорнии. Единственным достижением стало основание осенью 1776 года колонии у залива Сан-Франциско.

### Отставка
3 марта 1777 года Ривера уступил пост губернатора Фелипе де Неве и отправился в Лорето. В дальнейшем он руководил несколькими мелкими экспедициями.
В мае 1781 года Ривера перегонял около 1000 голов скота через пустыню. По достижении Колорадо выяснилось, что около четверти стада не смогут перейти реку, поэтому он отправил новобранцев с остальным стадом, а сам с группой людей разбил лагерь на восточном берегу реки. 17 июля 1781 года лагерь был внезапно атакован индейцами юма, все, в том числе и Фернандо Ривера, были убиты.

## Оценки

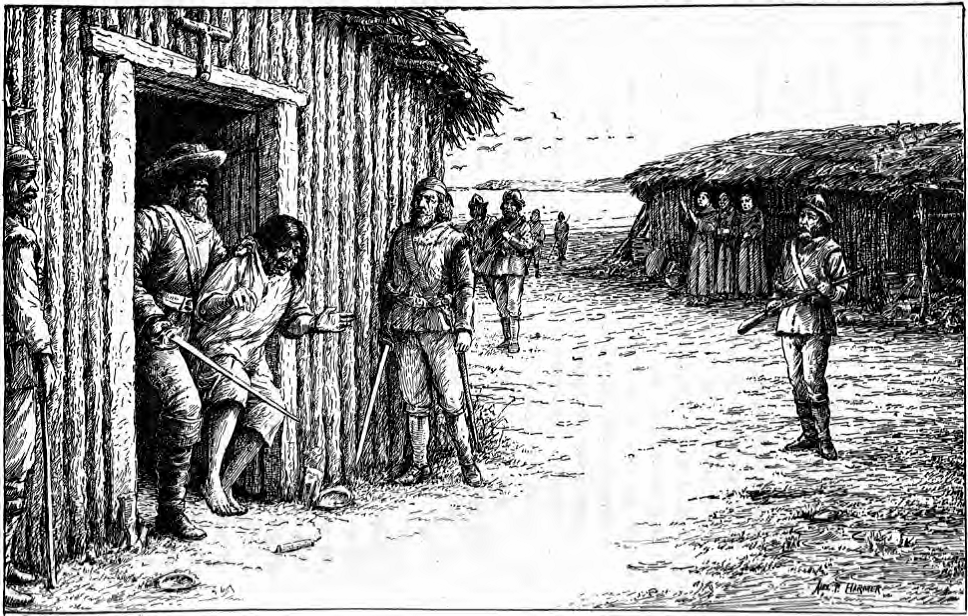
Капитан Фернандо Ривера-и-Монкада выгоняет бунтовщика из церкви.

Сохранившиеся документы, написанные рукой Риверы в период его службы на посту капитана Лорето, показывают, что он был достаточно хорошо образован, имел аккуратный почерк. Современники отзывались о нём как о лаконичном ораторе и последовательном руководителе.
На посту губернатора он проявил себя с негативной стороны. Груз проблем в Калифорнии, который Ривера был не способен решить, давил на него, что к концу службы на посту сделало его чёрствым и агрессивным. 26 марта 1776 года во время бунта в Сан-Диего часть бунтовщиков укрылась в церкви. Ривера вошёл в церковь с обнажённым мечом и, несмотря на протесты священника, выгнал бунтовщиков оттуда, после чего предал их суду, таким образом нарушив данное церковью право на убежище.

### Память
Ежегодно в день его смерти в Сан-Диего проводятся поминальные мессы в память о Фернандо Ривере. В 1825 году губернатор Калифорнии предложил установить ему памятник, но инициатива не была поддержана.

## Семья
- Жена — Донна Мария Тереза Давалос-и-Патрон[1];
- Дочь — Изабель Ривера-и-Давалос (умерла в детстве)[1];
- Сын — Хуан Батиста Ривера-и-Давалос, священник в Ла Магдалена[1];
- Сын — Хосе Николас Мария Ривера-и-Давалос[1];
- Сын — Луи Гонзала Франциско Хавьер Мария Ривера-и-Давалос[1].